# Ненадіївка
Ненадіївка —  село в Україні, в Сумській області, Роменському районі. Населення становить 10 осіб. Входить до складу Роменської міської громади. До 2020 орган місцевого самоврядування — Гришинська сільська рада. Головна (і єдина) вулиця — Пролетарська.

## Географія
Село Ненадіївка знаходиться на відстані 1.5 км від сіл Салогубівка та Довгополівка.
По селу тече струмок із запрудою. За 2 км станція Погреби.

## Історія
- Село постраждало внаслідок геноциду українського народу, проведеного урядом СРСР 1923-1933 та 1946-1947 роках.
- Біля села (100 метрів) знаходяться три старих верби, котрі за легендою місцевих мешканців були посаджені під час подорожі Катерини II до південних земель Російської Імперії.
- На місцевому кладовищі існують хрести, з датою поховання — 1789.
- 12 червня 2020 року, відповідно до розпорядження Кабінету Міністрів України № 723-р «Про визначення адміністративних центрів та затвердження територій територіальних громад Сумської області», село увійшло до складу Роменської міської громади[1].
- 19 липня 2020 року, в результаті адміністративно-територіальної реформи та ліквідації Роменського району(1930—2020), увійшло до складу новоутвореного Роменського району[2].

## Населення

### Мова
Розподіл населення за рідною мовою за даними перепису 2001 року:
| Мова       | Кількість | Відсоток |
| ---------- | --------- | -------- |
| українська | 23        | 92%      |
| російська  | 2         | 8%       |
| Усього     | 25        | 100%     |

1. ↑  Розпорядження Кабінету Міністрів України № 723-р  «Про визначення адміністративних центрів та затвердження територій територіальних громад Сумської області». kmu.gov.ua. Процитовано 25 жовтня 2021.
2. ↑  Постанова Верховної Ради України від 17 липня 2020 року № 807-IX «Про утворення та ліквідацію районів»
3. ↑  Рідні мови в об'єднаних територіальних громадах України — Український центр суспільних даних